# Staatsbibliothek zu Berlin (Haus Potsdamer Straße)
La Haus Potsdamer Straße, situata in Potsdamer Straße a Berlino-Tiergarten, è una celebre architettura di Hans Scharoun utilizzata per ospitare una parte del patrimonio della Biblioteca di Stato di Berlino. 
Fu realizzata tra il 1967 e il 1978, in quanto era nata la necessità di dotare il settore occidentale di Berlino di una Biblioteca di Stato, dal momento che quella originaria era rimasta nel settore orientale in seguito alla costruzione del Muro nel 1961. Dopo la riunificazione tedesca, anche le due biblioteche di stato si sono riunite nel 1992. 
L'edificio è parte del Kulturforum Berlin e rappresenta un capolavoro della corrente organica del Movimento Moderno.
Nel 1985 Wim Wenders la rese celebre al mondo immortalandola (grazie alla fotografia di Henri Alekan) nel suo film Il cielo sopra Berlino.

## Origini e storia della costruzione
In seguito alla divisione della Germania e della città di Berlino dopo la Seconda Guerra Mondiale, la collezione della Biblioteca di Stato originariamente ospitata nella sede di Unter den Linden venne divisa. Dopo la fine della guerra, circa 1.5 milioni di volumi precedentemente evacuati nei territori degli alleati occidentali vennero recuperati e restituiti a Berlino Ovest. Inizialmente, questi volumi furono temporaneamente sistemati a Marburgo, nella Biblioteca universitaria e nel Wilhelmsbau del castello locale. Dal 1946, la collezione fu resa accessibile al pubblico come Biblioteca dell’Assia ("Hessische Bibliothek"), poi denominata Biblioteca della Germania Ovest ("Westdeutsche Bibliothek") nel 1949. Parallelamente, una parte del patrimonio librario venne inoltre custodita nella Biblioteca universitaria di Tubinga a partire dal 1948.
Nel 1957, con legge federale, venne istituita la  Fondazione per il Patrimonio Culturale Prussiano (SPK) e i fondi della Biblioteca della Germania Occidentale e del deposito di Tubinga vennero integrati ufficialmente nella fondazione. L'intento era quello di riportare il patrimonio a Berlino Ovest, destinandolo ad una nuova sede adeguata.
Nel 1963 fu indetto da parte del Consiglio della Fondazione SPK il concorso per la progettazione di un nuovo edificio della Biblioteca di Stato nella parte occidentale della città. L'anno successivo, il progetto urbanistico di Hans Scharoun venne scelto come vincitore. La sua proposta inseriva la biblioteca all'interno di un progetto più ampio che prevedeva la creazione di un vero e proprio centro culturale, il Kulturforum, nella zona della Kemperplatz, in un’area della città che aveva subito una devastazione massiccia nel corso della guerra, e che andava ad acquisire, con il progetto di Scharoun, non solo un grande valore architettonico ma anche un significato politico come luogo di riferimento per la cultura nella Berlino Ovest. Inoltre, l’edificio della Biblioteca di Stato sulla Potsdamerstraße sarebbe stato collocato in modo tale da rompere il vecchio assetto stradale, segnando così una rottura forte con il passato prussiano e nazista della città.
Nell’agosto del 1967 iniziarono i lavori di scavo per la prima fase di costruzione, quella della parte nord della biblioteca, con la posa della prima pietra il 10 ottobre dello stesso anno, mentre nell’estate del 1969 fu avviata la seconda fase di costruzione per la realizzazione dell’edificio principale, incluse sale di lettura, foyer, uffici open space e magazzini.
Tuttavia, nel 1971, in seguito all’emergere di divergenze e alcuni problemi interni legati alla politica edilizia, la responsabilità del completamento del progetto venne sottratta allo Studio Scharoun. La Bundesbaudirektion portò avanti i lavori con un altro studio di architettura berlinese e il ruolo di Scharoun rimase a quel punto limitato alla supervisione artistica, con la possibilità - sua e del collaboratore Edgar Wisniewski - di contribuire fornendo solo indicazioni progettuali generali.
A novembre del 1972 Hans Scharoun morì. Fu dunque Edgar Wisniewski ad assumere la direzione artistica, impegnandosi a guidare la fase conclusiva dell’opera nel rispetto della visione del maestro. Il progetto giunse a completamento nel 1978. Nonostante le difficoltà incontrate nel corso dei lavori e alcuni adattamenti apportati al progetto originario di Scharoun, l’edificio nel suo insieme è riuscito a mantenerne intatta la forza concettuale e si può affermare, come fece lo stesso Wisniewski, che la realizzazione concreta sia coerente con l’idea del suo autore.
L’inaugurazione ufficiale della nuova sede ebbe luogo il 15 dicembre del 1978, alla presenza del Presidente della Repubblica Federale Tedesca Walter Scheel. Al momento dell’apertura, la biblioteca era dotata di 600 postazioni di lettura e sale per eventi in grado di ospitare fino a 580 persone. Era prevista una capienza massima per circa 4 milioni di volumi, con la possibilità di raddoppiare ulteriormente il limite tramite la costruzione di un magazzino sotterraneo, poi realizzato nel 1991.
Dal 1999, l’edificio è stato oggetto di molteplici ristrutturazioni e adeguamenti strutturali, che hanno riguardato sia un ampliamento dei servizi (numero di postazioni di lettura e di ricerca, accessibilità della connessione internet) sia interventi di bonifica dell’amianto, di ristrutturazione degli impianti di condizionamento e rifacimento della facciata in pietra naturale.
Nel 2019, lo studio di architettura Gerkan, Marg und Partners (gmp)  è stato selezionato dall’ Ufficio Federale per la Regolamentazione Edilizia e gli Affari Regionali (Bundesamt für Bauwesen und Raumordnung, BBR) nell’ambito del concorso per la ristrutturazione e modernizzazione dell’edificio di Potsdamerstraße, da realizzare in conformità con lo status di monumento storico con cui è tutelato dal 2005.